# Lars Vegas
För Lars Vegas trio, se Lars Vegas trio.
Lars Vegas utkom 1974 och är ett album av den svenska proggmusikern Lasse Tennander.

## Låtlista

### Sida A
1. Ska vi gå hem till dig (4:20)
2. Gör som du vill (4:30)
3. Flera hundra mil (3:20)
4. Verklighetsflykt (4:32)
5. Fötterna stadigt på jorden (4:35)

### Sida B
1. Sagan är slut (3:40)
2. När bubblorna sprack (4:40)
3. Ökenråttan (0:50)
4. No Picture (4:05)
5. Shall We Join the Ladies (7:30)
6. Den definitivt sista tangon (1:45)

## Medverkare
- Anders Henriksson, elpiano
- Anders Nordh, elgitarr
- Jan Bandel, trummor
- Janne Persson, piano
- Janne Schaffer, elgitarr
- Lars Olsson, dragspel
- Mike Watson, bas
- Palle Sundlin, bas
- Peter Lundblad, gitarr
- Tommy Andersson, trummor

## Gästmusiker
- Beverly Glenn, kör
- David Garriock, kör
- Göran Wiklund, kör
- Karin Stigmark, kör
- Tomas Ledin, kör